# Warren County (Mississippi)
 For alternative betydninger, se Warren County. (Se også artikler, som begynder med Warren County)
Warren County er et county i den amerikanske delstat Mississippi.
32°22′N 90°51′V / 32.36°N 90.85°V